# No Coke
A No Coke a második kislemez a nigériai születésű Dr. Alban első, Hello Afrika című albumáról. A dal 1990 novemberében jelent meg, és sláger volt néhány európai országban, valamint 1. helyezett volt a svéd slágerlistán.

## Dallista
CD kislemez
1. No Coke (radio mix) — 3:43
2. No Coke (swe-flow-mix) — 3:50

7" kislemez
1. No Coke (radio mix) — 3:43
2. No Coke (swe-flow-mix) — 3:50

12" kislemez
1. No Coke (12"mix) — 7:21
2. No Coke (beats only) — 1:18
3. No Coke (Version) - 6:39
4. No Coke (7"mix) - 3.43

## Slágerlista
| Slágerlista (1990)                   | Legmagasabb helyezés |
| ------------------------------------ | -------------------- |
| Ausztria (Ö3 Austria Top 40)         | 2                    |
| Belgium (Ultratop 50 Flanders)       | 26                   |
| Finnország (Suomen virallinen lista) | 12                   |
| Németország (Media Control Charts)   | 3                    |
| Olaszország (FIMI)                   | 21                   |
| Hollandia (Top 40)                   | 7                    |
| Norvégia (VG-lista)                  | 6                    |
| Spanyolország (AFYVE)                | 7                    |
| Svédország (Sverigetopplistan)       | 1                    |
| Svájc (Schweizer Hitparade)          | 3                    |

| Év végi slágerlista (1990) | Helyezés |
| -------------------------- | -------- |
| Osztrák kislemezlista      | 18       |
| Hollandia Top 40           | 79       |
| Svájc kislemezlista        | 23       |

| Ország     | Helyezés | Dátum            | Eladási adatok     |
| ---------- | -------- | ---------------- | ------------------ |
| Svédország | Arany    | 1991. január 21. | 10,000 db kislemez |

## No Coke 2006
A No Coke 2006 című dal az 1990-ben megjelent eredeti változat remixe, melyben a nigériai születésű Dr. Alban mellett az A-Moe csapat közreműködött. A dal fizikai kislemezen nem jelent meg, csupán letölthető volt. Átütő sikert nem ért el, és slágerlistára sem került fel.

### Dallista
MP3 File
1. No Coke (radio mix) - 3:10
2. No Coke (extended) - 3:52